# Amado Paredes Cárdenas
Amado Paredes Cárdenas (Achao, 1 de abril de 1906 - Santiago, 21 de diciembre de 2000) fue un profesor y empresario chileno oriundo del Archipiélago de Chiloé. Es reconocido por la fundación de las empresas Metalúrgica Paredes (Metalpar) y Viñedos Torreón de Paredes.

## Biografía
Amado Paredes nació el 1 de abril de 1906 en la ciudad de Achao, comuna de Quinchao en la provincia de Chiloé, siendo el tercero de siete hijos de Amador Paredes y María Teresa Cárdenas. Durante su infancia su padre migró temporalmente a Chuquicamata, provincia de Antofagasta, para desempeñarse en la construcción, y a partir de esos ingresos logró trasladar a la familia a la ciudad de Puerto Montt.
En 1920 fue enviado a la ciudad de Valdivia a cursar estudios en la Escuela Normal de esa ciudad. En 1925 se graduóa como profesor normalista, desempeñándose durante los siguientes siete años en las escuelas superiores de Curaco de Vélez, Achao, Puerto Varas y finalmente Constitución. En esta última ciudad, junto a sus labores docentes, contribuye a la fundación de una Escuela Nocturna, y además contrajo matrimonio con Marta Gaete, con quien tuvo cuatro hijos. Años más tarde, luego de enviudar, contrajo un segundo matrimonio con Raquel Legrand, con quien tuvo dos hijos, además de convertirse en padrastro del humorista Coco Legrand.
A mediados de la década de 1930 abandonó la profesión docente y comienza a desarrollar negocios en el rubro de la construcción, especializándose en la construcción de casas en la zona de Constitución.

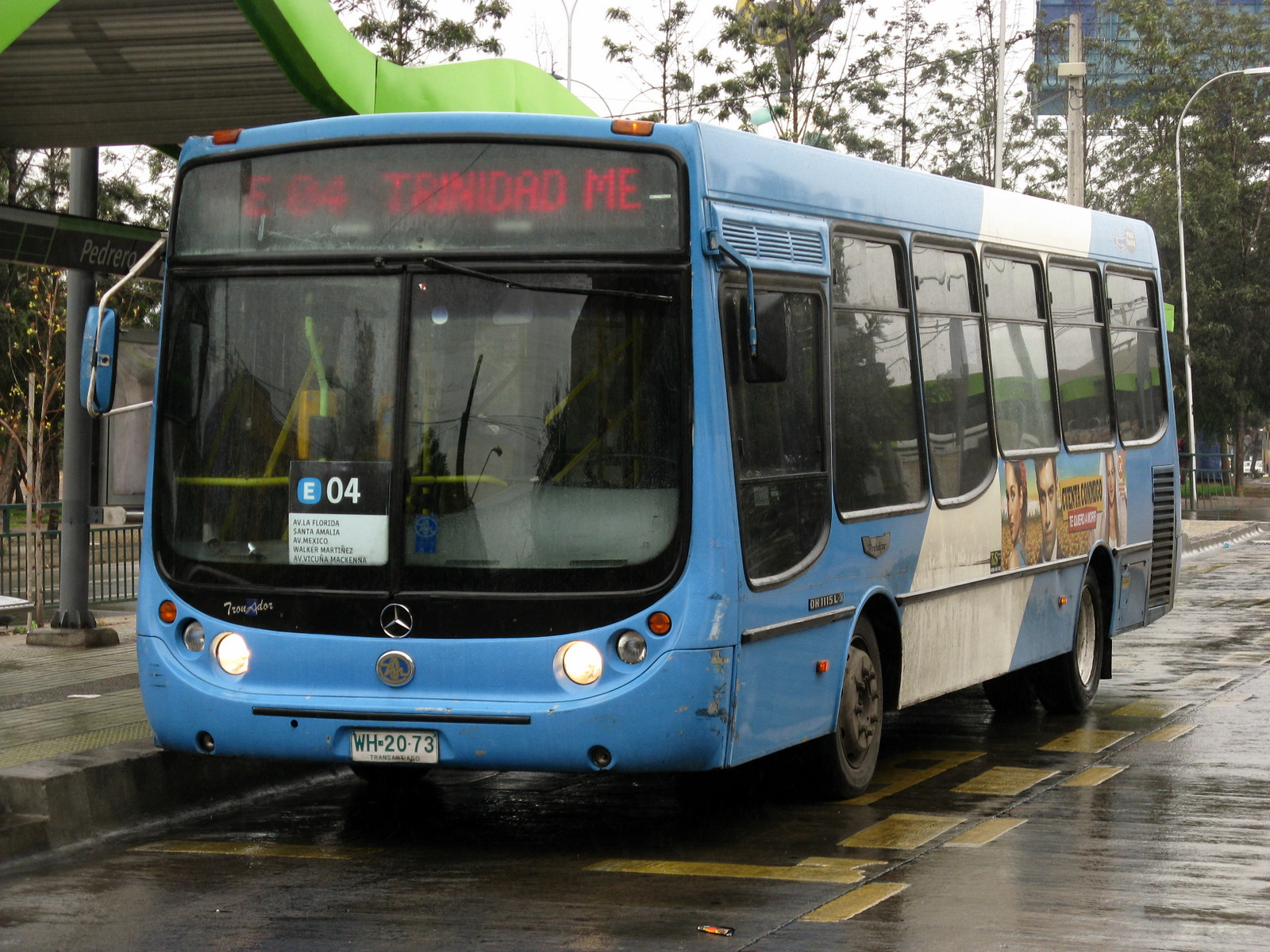
Metalpar Tronador en el Transantiago.

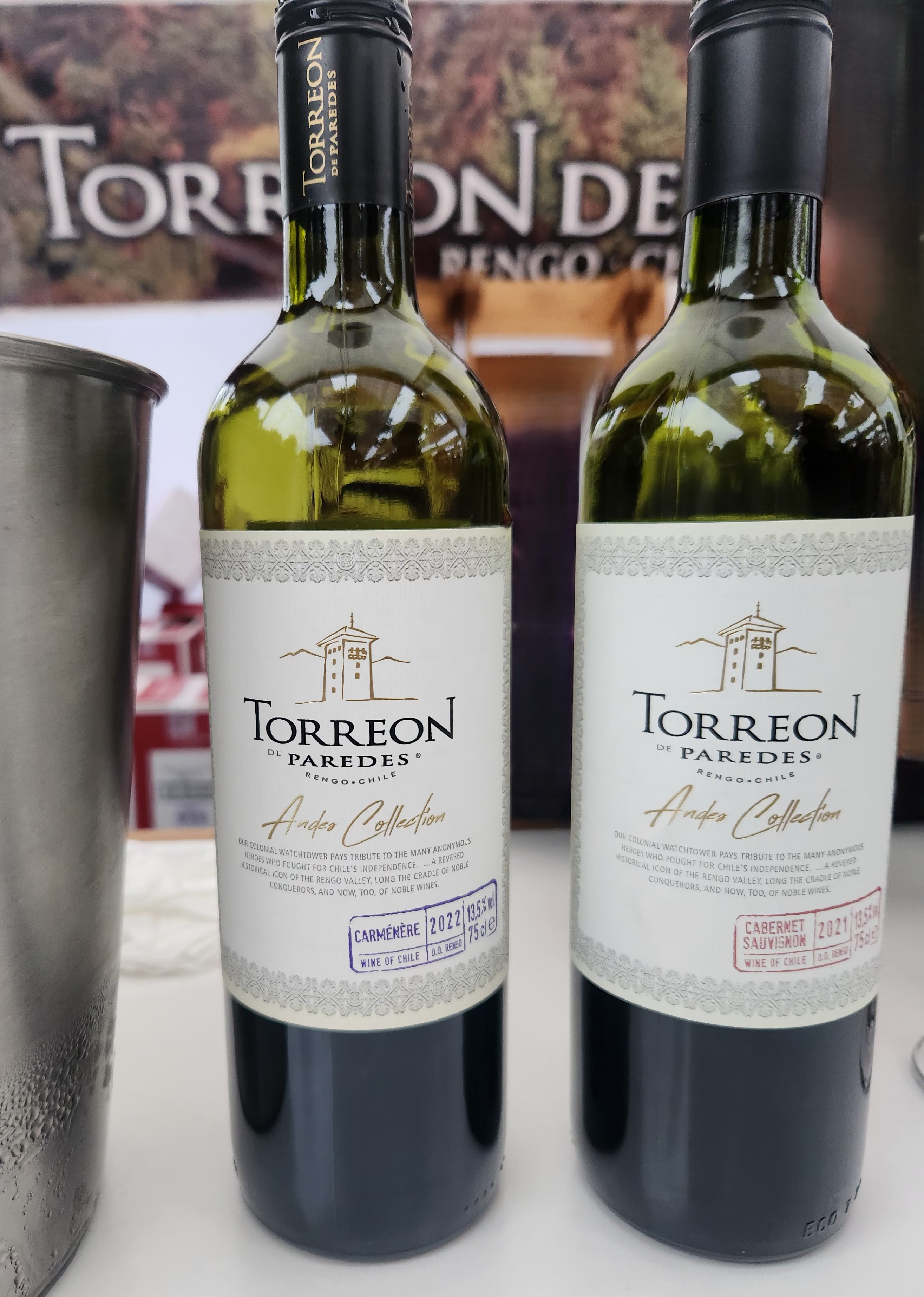
Botellas de vino Torreón de Paredes

En 1967 fundó junto a sus hijos la Metalúrgica Paredes (Metalpar) en un pequeño galpón de la comuna de La Reina, en la ciudad de Santiago. En 1976, la empresa se trasladó a la comuna de Melipilla, y ese mismo año obtuvo la representación en Chile de la firma alemana Mercedes Benz. Posteriormente, comenzó a destacar en la fabricación de buses a partir de la década de 1980. A partir de esta experiencia, en 1986 la empresa fue responsable de la construcción del Papamóvil que movilizó a Juan Pablo II durante su visita a Chile.
En 1979, fundó Viñedos Torreón de Paredes a partir de la adquisición de una viña en el Valle del Alto Cachapoal, comuna de Rengo. Esta empresa comienza a obtener reconocimiento a nivel internacional a partir de 1986 en diferentes concursos de vinos.
Entre 1981 y 1983 el empresario realizó la donación de una escuela agro-pesquera a la municipalidad de Quinchao. Esta escuela lleva actualmente el nombre de Escuela Rural Teresa Cárdenas de Paredes, en homenaje a la madre del empresario.
Amado Paredes falleció en Santiago el 21 de diciembre del año 2000, a la edad de 94 años.

## Distinciones
- En 1984 fue premiado con la distinción de "Servicios distinguidos a la Nación" por su aporte a la construcción de la escuela rural de Quinchao.[2]
- Hijo ilustre de las comunas de Constitución, Rengo y Quinchao.[2]
- El vino ícono de Torreón de Paredes lleva el nombre "Don Amado" junto a una efigie de su fundador.
- En la comuna de Providencia en Santiago se construyó un paseo conocido como Pasaje Amado Paredes Cárdenas, donde se encuentra un pequeño monumento en su recuerdo.